# Kostel Panny Marie Lurdské (Wanstead)
Kostel Panny Marie Lurdské, anglicky Our Lady of Lourdes, je katolický farní kostel ve Wansteadu a součást diecéze Brentwood.
V roce 1909 v Wansteadu otevřel mešní centrum farář William O’Grady. V roce 1918 bylo převedeno do sálu nově otevřené klášterní školy sv. Josefa v Cambridge Park. Wanstead se stal samostatnou farností v roce 1919 a kostel byl otevřen v roce 1928 a dokončen v letech 1934-9.
Budova byla postavena v novogotickém stylu. Exteriér kostela je z červených cihel se smetanovými kamennými zakončeními. Uvnitř je trojlodní prostor. Na zadní straně nad vchodem je sborový balkon, na kterém byly postaveny varhany. Vnitřní stěny jsou jednoduše obíleny, s výjimkou kamenických prací. Na levém boku jsou dvě vitrážová okna.